# Kanzhuang
Kanzhuang (kinesiska: 看庄镇, 看庄) är en köping i Kina. Den ligger i provinsen Shandong, i den östra delen av landet, omkring 150 kilometer söder om provinshuvudstaden Jinan. Antalet invånare är 31460. Befolkningen består av 15 750 kvinnor och 15 710 män. Barn under 15 år utgör 15,0 %, vuxna 15-64 år 72 %, och äldre över 65 år 12,0 %.
Genomsnittlig årsnederbörd är 828 millimeter. Den regnigaste månaden är juli, med i genomsnitt 252 mm nederbörd, och den torraste är januari, med 4 mm nederbörd.